# Valore aggiunto
Il  valore aggiunto (anche abbreviato VA) in economia è la misura dell'incremento di valore che si verifica nell'ambito della produzione e distribuzione di beni e servizi finali grazie ai fattori produttivi adoperati (capitale e lavoro) a partire da beni e risorse primarie iniziali.

## Caratteristiche
L'impresa acquista beni e servizi necessari a produrre altri beni e servizi: la differenza tra il valore finale dei beni e servizi prodotti e il valore dei beni e servizi acquistati per essere impiegati nel processo produttivo è il valore aggiunto. Pertanto si può dire che esso è una misura dell'incremento lordo del valore risultante dell'attività economica, cioè nel processo di trasformazione delle materie prime iniziali in prodotto finale.
Il valore aggiunto può comprendere anche eventuali accise, che, essendo tributi, non aggiungono nulla al prodotto o servizio sebbene ne aumentino il prezzo.

## Misurazione
Può essere osservato in tre modi differenti, ma tra di loro equivalenti:
- dal punto di vista della produzione, sottraendo al valore dei beni e servizi prodotti il valore dei beni e servizi necessari per produrli;
- osservando come i redditi vengono distribuiti ai fattori della produzione;
- sommando il valore dei beni e servizi venduti al consumatore finale, osservando cioè la spesa.

Il valore aggiunto dei beni e servizi venduti sul mercato viene valutato in base ai prezzi di vendita praticati. Si parla quindi di VA ai prezzi di mercato. Quando invece si fa riferimento a beni e servizi che non vengono ceduti a un prezzo di mercato ma offerti al cittadino dalla Pubblica Amministrazione, che in cambio deve versarle imposte e/o tasse, il valore aggiunto viene valutato sulla base dei costi sopportati per produrli; si parla quindi di VA valutato al costo dei fattori.

## Le imposte
L'imposta sul valore aggiunto (IVA) è un'imposta sui consumi che colpisce ogni fase della produzione di beni e servizi soggetti all'imposta. In occasione della vendita (o, più in generale, del trasferimento) di beni e servizi l'impresa emette una fattura o uno scontrino comprendente il valore del bene e l'imposta, calcolata in percentuale sul valore del bene.
L'IVA così calcolata rappresenta un debito dell'impresa nei confronti dell'erario, mentre il valore dell'IVA per gli acquisti di beni e servizi impiegati nel processo produttivo rappresenta un credito dell'impresa nei confronti dell'erario.
Solo per il consumatore l'IVA non rappresenta un credito nei confronti dell'erario, bensì un costo.

## Il ruolo nella contabilità nazionale
In statistica, nell'ambito della statistica economica, in particolar modo nella contabilità nazionale, la differenza tra VA al costo dei fattori e VA ai prezzi di mercato è dovuta in pratica ai contributi alla produzione, alle imposte indirette sulla produzione e alle imposte sulle importazioni.
Poiché questi importi sono di relativa facile reperibilità (in quanto risultano dalle statistiche fiscali della pubblica amministrazione), il passaggio dal VA al costo dei fattori al VA ai prezzi di mercato, o viceversa, è immediato. Il vero problema consiste nell'impiantare il sistema di rilevazione del valore aggiunto. Anche avendo definito in modo operativo il valore aggiunto, molte informazioni sono difficilmente reperibili, altre invece non esistono direttamente. Ciò ha portato ad una moltitudine di tecniche per calcolare il VA in ciascuna branca economica, appoggiandosi in genere ad uno o più modi possibili di osservarlo.
Queste tecniche, praticate dagli istituti di statistica, tra cui l'ISTAT, a volte osservano i consumi finali delle famiglie (ad es. nelle branche turistiche), altre volte calcolando i redditi (specialmente nelle branche dei servizi non destinabili alla vendita) oppure osservando la differenza tra produzione vendibile e consumi intermedi (in particolar modo nelle branche dell'industria e dell'agricoltura).
D'altra parte, non sempre si possono applicare direttamente questi metodi, perciò si ricorre a volte ad indicatori indiretti. Avendo i vari settori economici più o meno gli stessi problemi tipici e le stesse particolarità, anche in paesi differenti, i metodi usati spesso sono simili per le stesse branche in differenti paesi, ma diversi tra branche diverse dello stesso paese.